# Cantone di Piney
Il Cantone di Piney era una divisione amministrativa dell'arrondissement di Troyes.
A seguito della riforma approvata con decreto del 21 febbraio 2014, che ha avuto attuazione dopo le elezioni dipartimentali del 2015, è stato soppresso.

## Composizione
Comprendeva i comuni di:
- Assencières
- Bouy-Luxembourg
- Brévonnes
- Dosches
- Géraudot
- Luyères
- Mesnil-Sellières
- Onjon
- Piney
- Rouilly-Sacey
- Val-d'Auzon